# 皇家方舟号航空母舰 (1937年)
皇家方舟号航空母舰（HMS Ark Royal）是英国皇家海军设计建造的航空母舰。英国海军历史上有三艘用“皇家方舟”命名的航空母舰，本艘是第一艘使用“皇家方舟”命名的航空母舰，其於1937年被命名。

## 概要
1934年英国批准拨款建造一艘新式舰队航空母舰，在《華盛頓海軍條約》对航空母舰的限制範圍內制定了設計方案。舰体结构方面成为英国海军后续建造航空母舰的原型。1935年9月开工建造，1937年下水时命名为皇家方舟号，1938年完工服役。
考虑到在大西洋的恶劣海况，船型长宽比例为7.6:1，舰体采用高乾舷，舰艏设计成封闭型，将飞行甲板作为强力甲板，两层封闭式机库包括在舰体结构中，这是英国与同期美、日设计的航空母舰不同之处。舰体大量采用焊接工艺节省结构重量。尽量扩大飞行甲板面积，飞行甲板在舰艏和舰艉加装了向下倾斜的外伸板，减少飞行甲板的乱流，前端安装两台液压弹射器，有三部升降机，升降机有两个平台在飞行甲板与两层机库之间分别运行作业。舰桥、烟囱一体化的岛式上层建筑位于右舷。侧舷以及下层机库甲板要害部位铺设有装甲，可抵御500磅炸弹的攻击。

## 作战经历
第二次世界大战中，1940年4月投入挪威战役，皇家方舟号的俯衝轰炸机炸沉了德国轻巡洋舰柯尼斯堡号。1940年7月随英国舰队攻击阿尔及利亚米尔斯比尔泊地的法国舰队。战争期间皇家方舟号主要在地中海掩护运输船队。
皇家方舟号参加最著名的战斗是1941年5月围歼德國海軍战列舰俾斯麦号，皇家方舟号的魚雷轟炸机打坏其船舵，迫使俾斯麥號自沉以防英方俘虜。
1941年11月13日皇家方舟号在运载飞机到马耳他岛后，返回直布罗陀50海里处被德国潜艇U-81发射一枚鱼雷命中，损管失利沉没。

## 外部連結
- Maritimequest 皇家方舟號航空母艦（1937年）的相片集 （页面存档备份，存于）
- 皇家方舟號航空母艦的出勤紀錄及相片 （页面存档备份，存于）